# Фосфид молибдена
Фосфид молибдена — неорганическое соединение металла молибдена и фосфора с формулой MoP, 
чёрные кристаллы, 
не растворимые в воде.

## Получение
- Электролизом расплава гексаметафосфата молибдена:

{\displaystyle {\mathsf {4Mo(PO_{3})_{6}\ {\xrightarrow {e^{-}}}\ 4MoP+10P_{2}O_{5}+9O_{2}}}}
- Нагревание смеси оксида молибдена(VI) и метафосфорной кислоты в углеродном тигле:

{\displaystyle {\mathsf {2Mo+2HPO_{3}+5C\ {\xrightarrow {T}}\ 2MoP+5CO+H_{2}O}}}

## Физические свойства
Фосфид молибдена образует чёрные кристаллы
гексагональной сингонии, 
пространственная группа P 6m2, 
параметры ячейки a = 0,323  нм, c = 0,320 нм, Z = 1.
Не растворимые в воде.

## Химические свойства
- Разлагается при нагревании на воздухе:

{\displaystyle {\mathsf {4MoP+11O_{2}\ {\xrightarrow {T}}\ 4MoO_{3}+2P_{2}O_{5}}}}